# Trunkelsberg
Trunkelsberg é um município da Alemanha, situado no distrito de Baixa Algóvia, no estado da Baviera. Tem 1,90 km² de área, e sua população em 2019 foi estimada em 1.707 habitantes.